# Greenslade
Greenslade était un groupe rock progressif britannique formé à l'automne 1972 par Dave Greenslade et Tony Reeves.

## Biographie
Greenslade, est composé de Dave Greenslade (ex-Colosseum) aux claviers, Dave Lawson également aux claviers, Tony Reeves à la basse et l'ex-King Crimson Andrew McCulloch à la batterie (frère de Jimmy McCulloch le guitariste des Wings de Paul McCartney) entre 1973 et 1977. Ce qui fera la particularité de cette formation, c'est outre l'absence d'un guitariste avant 1977, le fait qu'il y ait deux claviéristes qui se partagent la scène. Dave Greenslade, musicien prolifique à ses premières heures, sortira quatre albums en deux ans. Le groupe arrive à maturité à l'apogée de l'ère progressive, mais ne connaîtra pas le succès planétaire de Yes, Emerson, Lake & Palmer ou Genesis.
Le premier album, au titre homonyme, sort en 1973 et se place tout de suite dans la mouvance des groupes sus-mentionnés. Time and Tide (1975) est admis comme l'œuvre de Dave mais reste confidentiel. Le groupe cesse à l'apogée de son art et ne renaîtra qu'en 2000 pour une production anecdotique. Dave Greenslade sortira sous son nom deux autres albums : Cactus Choir en 1976, disque sur lequel Tony Reeves assure la majeure partie des lignes de basse et The Pentateuch of the Cosmogony en 1979 dont la musique se rapproche du style de Vangelis.
Les pochettes des albums, dans la tendance psychédélique de nombre d'albums de rock progressifs, sont réalisées par trois illustrateurs. Roger Dean (Greenslade, Bedside Manners are Extra, Cactus Choir), Marcus Keef (Spyglass Guest), et Patrick Woodroffe (Time and Tide, The Pentateuch of the Cosmogony ).

## Greenslade
- Dave Greenslade – claviers (1972-1976, 1977, 2000-2003)
- Dave Lawson – claviers, chant (1972-1976)
- Andrew McCulloch – batterie, percussions (1972-1976)
- Tony Reeves – basse, contrebasse (1972-1974, 1977, 2000-2003)
- Martin Briley – basse, guitare, chœurs (1974-1976)
- Dave Markee – basse (1977)
- Simon Phillips – batterie, percussions (1977)
- Mick Rogers – guitare, chant (1977)
- Jon Hiseman – batterie, percussions (1977 ; décédé en 2018)
- John Young – claviers, chant (2000–2003)
- John Trotter – batterie, percussions (2000–2003)
- James Gambold – batterie (2003)

## Discographie
- 1973 : Greenslade
- 1973 : Bedside Manners are Extra
- 1974 : Spyglass Guest (34e de l'UK Albums Chart[4])
- 1975 : Time and Tide
- 1976 : Cactus Choir
- 1979 : The Pentateuch of the Cosmogony
- 2000 : Live (enregistré en 1973-1975)
- 2000 : Large Afternoon
- 2002 : Greenslade 2001 - Live The Full Edition